# Шекасюк, Борис Петрович
Борис Петрович Шекасюк (9 февраля 1948, Барсуковская, Ставропольский край — 11 января 2010, Москва), кандидат филологических наук, профессор Московского городского педагогического университета кафедры немецкого языка и СТО.

## Биография
В 1971 году окончил Московский государственный педагогический институт им. В. И. Ленина по специальности «немецкий и английский языки», в этом же институте прошёл путь от лаборанта кафедры до заведующего кафедрой. В 1984 году защитил диссертацию на тему «Порядок слов простого предложения немецкой разговорной речи» под руководством д.ф.н., профессора Валентина Дмитриевича Девкина.
Работал над проблемами немецкой разговорной речи, лексикологии, грамматики немецкого языка, теории и практики перевода, семасиологии, теории номинации, сопоставительной лингвистике.
Борис Петрович пришёл в ГОУ ВПО МГПУ в 2001 году, в начале своей работы в университете заведовал кафедрой немецкого языка и современных технологий обучения, потом долгое время работал кафедре в должности профессора.
Борис Петрович Шекасюк — профессиональный переводчик художественной и научно-технической литературы. Международное признание получили его переводы классической и современной драматургии, европейское признание получил его перевод «Орестеи» Эсхила. Этот спектакль в постановке выдающегося немецкого режиссёра П. Штайна и в исполнении известных русских артистов был с восторгом принят зрителями в десятках городов СНГ и Европы.